# Klasztor Szpitalników z Czerwoną Gwiazdą we Wrocławiu
Klasztor Szpitalników z Czerwoną Gwiazdą – kompleks zabudowań dawnego klasztoru Zakonu Krzyżowców z Czerwoną Gwiazdą znajdujący się we Wrocławiu przy ulicy Szewskiej 36. Od 1811 gimnazjum katolickie, od 1945 Zakład Narodowy im. Ossolińskich (w okresie komunistycznym pod szyldem PAN).

## Historia
Szpitalników do Wrocławia sprowadziła księżna śląska Anna nie później niż w 1248, w którym to roku pojawiła się pierwsza informacja w dokumentach o tym zakonie we Wrocławiu. W 1253 r. wystawiono akt fundacyjny dla miejscowej wspólnoty zakonnej, która przejęła także m.in. przyległy kościół św. Macieja. Podstawowym zadaniem zakonu, oprócz celów religijnych, było prowadzenie szpitala, opiekującego się chorymi, ale także ubogimi i sierotami oraz biednymi podróżnymi. Zakonnicy pełnili także posługę duszpasterską w kilku parafiach. Już w średniowieczu klasztor posiadał dobra ziemskie na Ołbinie oraz w Bolesławcu, Kluczborku, Legnicy, Świdnicy, Ziębicach, a także w Inowrocławiu i Brześciu Kujawskim. Dochody z nich utrzymywały szpital, podopiecznych i samych zakonników. W wymienionych majątkach, poza wrocławskimi, utworzono komandorie.
Po powstaniu akademii jezuickiej we Wrocławiu szpitalnicy założyli w swoim klasztorze internat dla ubogich uczniów i studentów tej uczelni. W latach 1690–1710 średniowieczne budynki klasztoru zastąpiono barokowymi, a inicjatorem i organizatorem budowy był ówczesny mistrz Johann Chrysostom Neborak. W drugiej połowie XVIII w. w murach klasztoru działała świecka szkoła rysunkowa. 
Po sekularyzacji dokonanej przez króla pruskiego Fryderyka Wilhelma III w 1811 r, do zeświecczonego klasztoru przeniesiono gimnazjum katolickie, działające dotąd w ramach akademii wrocławskiej. 
W okresie 1910–1911 miała miejsce przebudowa zabudowań klasztornych i rozebranie części z nich. Liceum funkcjonowało do II wojny światowej, ucząc jednorazowo ponad 500 uczniów. Po 1945 r. dokonano remontów i napraw po zniszczeniach z czasu oblężenia Wrocławia i ulokowano tu przywiezione ze Lwowa zbiory Ossolineum.. W latach 90. XX w. i w pierwszej dekadzie XXI w. przeprowadzono duży remont i odnowę budynku, obejmujący również odbudowę zniszczonej w trakcie wojny kopuły.